# دهستان دهکویه
دهستان دهکویه، یکی از دهستان‌های بخش مرکزی شهرستان لارستان در استان فارس ایران است. مرکز این دهستان، روستای کورده است.

## جمعیت
بر پایه سرشماری عمومی نفوس و مسکن در سال ۱۳۹۵، جمعیت دهستان دهکویه برابر با ۶٬۲۴۶ نفر بوده‌است.